# Duska
Duska is een Nederlandse film uit 2007 van Jos Stelling. Het was de openingsfilm van het Nederlands Film Festival in Utrecht.
De film werd geproduceerd door Reinout Oerlemans' bedrijf Eyeworks naar een scenario van Hans Heesen en Jos Stelling.

## Verhaal
Het verhaal draait rond Bob, een journalist in een midlifecrisis die geen verhaal op papier krijgt. Gedeeltelijk komt dit doordat hij verliefd is op het kassameisje van de bioscoop die recht tegenover zijn woonhuis staat en waar hij vaak komt. Ze heeft een vriend, maar dat raakt uit en Bob krijgt onverwacht contact met het meisje. Dan komt echter onverwacht zijn Russische kennis Duska over de vloer, tegen wie Bob weleens gezegd heeft als je ooit een plaats zoekt om te verblijven, mijn deur staat voor je open. Duska is niet meer weg te krijgen. Bob heeft Duska ontmoet op een filmfestival. De film laat daarvan een flashback zien, en bevat ook een scène in Oost-Europa waarin een geboorte in een bus plaatsvindt.

## Rolverdeling
- Sergei Makovetsky - Duska
- Gene Bervoets - Bob
- Sylvia Hoeks - Kassameisje